# Michail Nikolajewitsch Galkin-Wraskoi

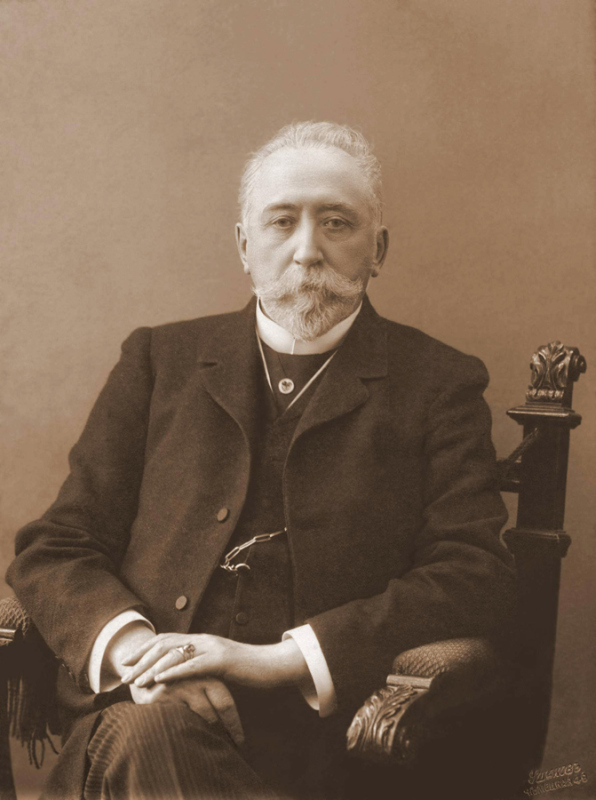
Michail Nikolajewitsch Galkin-Wraskoi im Jahr 1915

Michail Nikolajewitsch Galkin-Wraskoi (russisch Михаил Николаевич Галкин-Враской; * 17. Septemberjul. / 29. September 1832greg. in Kasan; † 8. Apriljul. / 21. April 1916greg. in Sankt Petersburg) war  ein russischer Jurist, Staatsbeamter und Autor in der Russischen Geographischen Gesellschaft.

## Leben
Galkin-Wraskoi, Sohn des bürgerlichen Gymnasialdirektors Nikolai Iwanowitsch Galkin und der adeligen Nadeschda Nikolajewna Wraskoi, absolvierte die Juristische Fakultät der Kasaner Universität. Der Stadt Kasan blieb er bis zu seinem Lebensende treu – war zum Beispiel Mitglied der Kasaner Gesellschaft der Antialkoholiker. Zunächst war Michail Galkin-Wraskoi als Beamter im Gouvernement Orenburg tätig. 1858/1859 nahm er an einer russischen Expedition nach Chiwa und Buchara teil. Er lernte Turkmenistan kennen. Für seine Ethnographischen und historischen Materialien, 1868 in Buchform über diese Region und über Zentralasien publiziert, wurde er von der Russischen Geographischen Gesellschaft mit einer Silbermedaille ausgezeichnet.
1862/1863 studierte Michail Galkin-Wraskoi in Westeuropa den dortigen Strafvollzug. Seine aus jenem Auslandsaufenthalt resultierende Schrift blieb lange Zeit in Russland Standardwerk für die Praxis des Strafvollzugs. Insbesondere favorisierte der Verfasser als Therapie die bezahlte Arbeit der Gefangenen. Nach Russland zurückgekehrt, beschäftigte sich Michail Galkin-Wraskoi unter Innenminister Graf Walujew weiter mit der Reformierung des Strafvollzugs – auch in Militärgefängnissen. Er schuf und leitete ein Mustergefängnis, in dem die Gefangenen in handwerklichen Berufen arbeiteten. Nebenher blieb er Zentralasien verbunden; so kümmerte er sich um die Verwaltung Kirgisiens und Turkestans.
Vom 11. Oktober 1868 bis zum 25. September 1870 war er in Reval Gouverneur von Estland und vom 4. Oktober 1870 bis zum 23. April 1879 in Saratow Gouverneur des gleichnamigen Gouvernements. Ab 1879 leitete Michail Galkin-Wraskoi die neu geschaffene russische Generaldirektion Gefängnisse und betätigte sich in dieser Behörde als Reformer. Zum Beispiel berief er in zwanzig Provinzen Gefängnis-Inspektoren und installierte die jeweils erforderliche örtliche Behörde. Zweimal reiste er zwecks Inspektion nach Sibirien und bereitete umfangreiches Material zur Abschaffung der Verbannung nach Sibirien vor. Das Projekt wurde nie realisiert.
Von 1896 bis zu seinem Tod war Michail Galkin-Wraskoi Mitglied des russischen Staatsrates. Drei Monate vor seinem Tod erhielt er die höchste russische Auszeichnung – den Orden des Heiligen Andreas des Erstberufenen.

## Familie
Michail Galkin-Wraskoi war mit Nadeschda Alexandrowna (1839–1864), der Tochter des Kiewer Generalgouverneurs Alexander Pawlowitsch Besak, verheiratet. Deren einziger Sohn Nikolai wurde nur drei Jahre alt. Die gesamte Familie liegt auf dem Friedhof des Sergius-Klosters in Strelna begraben.

## Weitere Orden
russische
- Orden der Heiligen Anna
- Sankt-Stanislaus-Orden
- Orden des Heiligen Wladimir
- Kaiserlich-Königlicher Orden vom Weißen Adler
- Alexander-Newski-Orden

ausländische
- Offizier der Ehrenlegion
- Sonnen- und Löwenorden
- Orden der Krone von Italien
- Oldenburgischer Haus- und Verdienstorden des Herzogs Peter Friedrich Ludwig
- Erlöser-Orden
- Orden vom Zähringer Löwen
- Württembergischer Friedrichs-Orden, Großkreuz (1890)
- Königlicher Orden von Kambodscha
- Dannebrogorden
- Roter Adlerorden
- Ordre des Palmes Académiques

## Ehrung
- Ehrenbürger von Saratow und Archangelsk.
- Das heutige Dolinsk hieß ab 1884 Galkino-Wrasskoje.